# Жозуе Монтелло
Жозуе де Суза Монтелло (Josué de Sousa Montello; Сан-Луїс, Бразилія, 21 серпня 1917 — Ріо-де-Жанейро, 15 березня 2006) — бразильський журналіст, професор, драматург і письменник консервативного спрямування.

## Біографія
Він був директором Національної бібліотеки, Музею Республіки і Національної служби театру, писав для журналу Manchete і для Jornal do Brasil, також обіймав державні посади під час уряду президента Жуселіну Кубічека.
Його твори включають трилогію «Барабани Сан Луї», що складається з романів «Двічі втрачена» («Duas vezes perdida») 1966 року, «Глорінія» («Glorinha») 1977 року та «Незадовго до півночі» («Perto da meia-noite») 1985 року.
Деякі з його романів були екранізовані; у 1976 році «Подано одне післяобіддя і ще одне» («Uma tarde, outra tarde sirvió») послужив основою сюжету для фільму «Кохання в 40 років» («O amor aos 40») ; а в 1978 році роман «Монстр» («O monstro») був екранізований під назвою «O monstro de Santa Teresa».
На честь Монтелло в 1997 році уряд Мараньяо урочисто відкрив першу бібліотеку мережі Фарол-де-едукасан під назвою «Biblioteca Farol da Educação Josué Montello».